# Quan hệ Pakistan – Trung Quốc
Quan hệ Trung Quốc - Pakistan bắt đầu vào năm 1950 khi Pakistan là một trong những nước đầu tiên tham gia quan hệ ngoại giao chính thức với Trung Hoa dân quốc (Đài Loan) và công nhận chế độ Cộng hòa Nhân dân Trung Hoa (Trung Quốc). Kể từ đó, cả hai quốc gia đã đặt tầm quan trọng đáng kể vào việc duy trì mối quan hệ đặc biệt chặt chẽ và hỗ trợ  và hai nước thường xuyên trao đổi các chuyến thăm cấp cao dẫn đến nhiều thỏa thuận. Trung Quốc đã cung cấp hỗ trợ kinh tế, quân sự và kỹ thuật cho Pakistan, và mỗi quốc gia coi nhau là một đồng minh chiến lược gần gũi.

Vị trí 2 nước

Quan hệ song phương đã phát triển từ một chính sách trung lập ban đầu của Trung Quốc đối với một quan hệ đối tác với Pakistan nhỏ hơn nhưng mang tính quân sự mạnh mẽ. Quan hệ ngoại giao được thành lập năm 1950, các vấn đề biên giới được giải quyết vào năm 1963, bắt đầu từ năm 1966, một liên minh chiến lược được thành lập vào năm 1972 và hợp tác kinh tế bắt đầu vào năm 1979. Trung Quốc trở thành nhà cung cấp vũ khí lớn thứ ba của Pakistan và đối tác thương mại lớn thứ 3. Trung Quốc đã cho Pakistan một khoản vay trị giá 60 triệu đô la Mỹ mà sau đó đã được cấp một khoản trợ cấp sau khi Đông Pakistan tan vỡ. Gần đây, cả hai quốc gia đã quyết định hợp tác trong việc cải thiện ngành điện hạt nhân dân sự của Pakistan.
Duy trì quan hệ chặt chẽ với Trung Quốc là một phần quan trọng trong chính sách đối ngoại của Pakistan. Năm 1986, Tổng thống Muhammad Zia-ul-Haq thăm Trung Quốc để cải thiện quan hệ ngoại giao, và Pakistan là một trong hai nước duy nhất, cùng với Cuba, ủng hộ Trung Quốc sau cuộc biểu tình của Thiên An Môn năm 1989. Trung Quốc và Pakistan cũng chia sẻ quan hệ quân sự, với Trung Quốc cung cấp một loạt các vũ khí hiện đại cho lực lượng quốc phòng Pakistan. Trung Quốc ủng hộ quan điểm của Pakistan đối với Kashmir, trong khi Pakistan ủng hộ Trung Quốc về các vấn đề của Tân Cương, Tây Tạng và Đài Loan. Hợp tác quân sự đã sâu sắc hơn, với các dự án chung sản xuất vũ khí khác nhau, từ máy bay chiến đấu đến tàu khu trục (frigate) tên lửa dẫn đường.
Hợp tác Trung Quốc với Pakistan đã đạt đến điểm cao về kinh tế, với sự đầu tư đáng kể của Trung Quốc vào việc mở rộng cơ sở hạ tầng của Pakistan, bao gồm cả cảng nước sâu của Pakistan tại Gwadar. Cả hai nước đều có thỏa thuận thương mại tự do liên tục.
Theo thống kê của Trung Quốc, khối lượng thương mại song phương cho năm dương lịch 2017 đã vượt mốc 20 tỷ đô la Mỹ lần đầu tiên. Năm 2017, xuất khẩu của Trung Quốc sang Pakistan tăng 5,9% đạt 18,25 tỷ USD trong khi xuất khẩu của Pakistan sang Trung Quốc giảm 4,1% xuống 1,83 tỷ USD.
Pakistan là cầu nối chính của Trung Quốc với thế giới Hồi giáo, và cũng đóng một vai trò quan trọng trong việc thu hẹp khoảng cách giao tiếp giữa Cộng hòa Nhân dân Trung Hoa và phương Tây bằng cách tạo điều kiện cho chuyến thăm lịch sử năm 1972 của Tổng thống Mỹ Richard Nixon tới Trung Quốc. Quan hệ giữa Pakistan và Trung Quốc đã được đại sứ Pakistan tại Trung Quốc mô tả là "cao hơn núi, sâu hơn đại dương, mạnh hơn thép, đáng yêu hơn thị lực, ngọt ngào hơn mật ong, vân vân."  Viện nghiên cứu hòa bình, Pakistan là nước mua vũ khí lớn nhất Trung Quốc, chiếm gần 47% xuất khẩu vũ khí của Trung Quốc. Theo một cuộc thăm dò ý kiến của BBC World Service 2014, 75% người Pakistan xem ảnh hưởng của Trung Quốc một cách tích cực với chỉ 15% thể hiện quan điểm tiêu cực. Tại khu vực châu Á-Thái Bình Dương, người Trung Quốc nắm giữ những quan điểm tích cực thứ ba về ảnh hưởng của Pakistan trên thế giới, sau chính Indonesia và Pakistan.

## Tổng quan

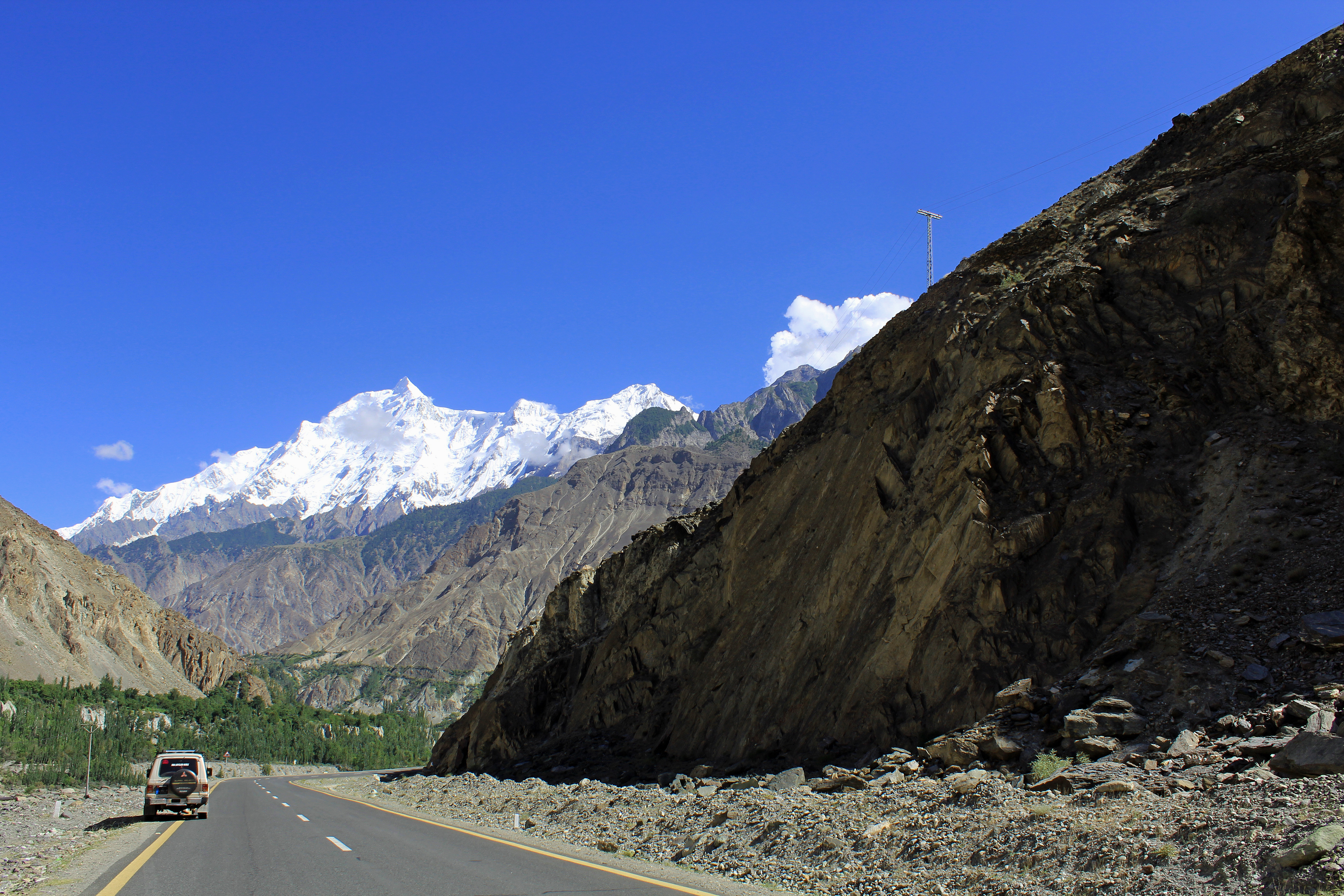
Đường cao tốc Karakoram nối 2 đất nước

Pakistan có mối quan hệ lâu dài và bền chặt với Trung Quốc. Mối quan hệ lâu dài giữa hai nước đã cùng có lợi. Một bản sắc gần gũi về quan điểm và lợi ích lẫn nhau vẫn là trung tâm của mối quan hệ song phương. Kể từ Chiến tranh Trung-Ấn năm 1962, Pakistan đã hỗ trợ Trung Quốc trong hầu hết các vấn đề quan trọng đối với vấn đề sau này, đặc biệt là những vấn đề liên quan đến chủ quyền của Trung Quốc như Đài Loan, Tân Cương và Tây Tạng và các vấn đề nhạy cảm khác như nhân quyền. Giới lãnh đạo Trung Quốc đã thừa nhận sự ủng hộ kiên định của Pakistan đối với các vấn đề chính. Pakistan đã giúp Trung Quốc thiết lập lại quan hệ chính thức với phương Tây, nơi họ đã giúp thực hiện chuyến thăm Nixon năm 1972 tới Trung Quốc. Pakistan đã hợp tác với Trung Quốc trong các dự án quân sự và kinh tế rộng lớn, coi Trung Quốc là đối trọng với Ấn Độ và Hoa Kỳ. Pakistan cũng đã phục vụ như một ống dẫn cho ảnh hưởng của Trung Quốc trong thế giới Hồi giáo. Trung Quốc cũng có một hồ sơ nhất quán hỗ trợ Pakistan trong các vấn đề khu vực. Quân đội Pakistan phụ thuộc nhiều vào vũ khí của Trung Quốc và các dự án chung có tầm quan trọng cả về kinh tế và quân sự đang diễn ra. Trung Quốc đã cung cấp thiết bị để hỗ trợ chương trình hạt nhân của Pakistan.

## Quan hệ ngoại giao

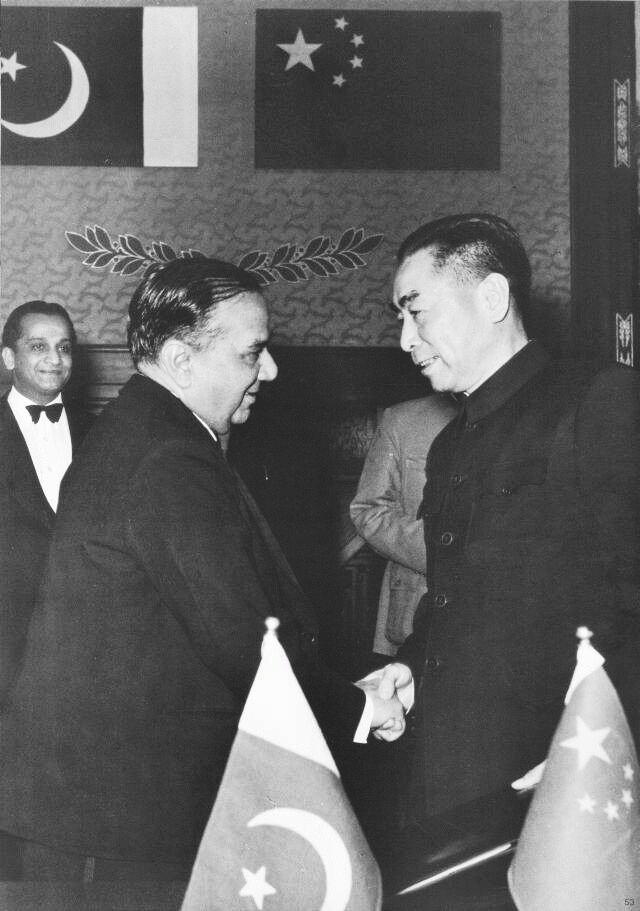
Thủ tướng Pakistan Huseyn Shaheed Suhrawardy và người đồng cấp Trung Quốc Chu Ân Lai ký kết Hiệp ước hữu nghị giữa Trung Quốc và Pakistan tại Bắc Kinh năm 1956.

Quan hệ ngoại giao giữa Pakistan và Trung Quốc được thiết lập vào ngày 21 tháng 5 năm 1951, ngay sau khi Trung Hoa Dân Quốc mất quyền lực ở Đại lục vào năm 1949. Mặc dù ban đầu hướng tới ý tưởng về một quốc gia Cộng sản ở biên giới của mình, Pakistan hy vọng rằng Trung Quốc sẽ đóng vai trò là đối trọng với ảnh hưởng của Ấn Độ. Ấn Độ đã công nhận Trung Quốc một năm trước đó, và Thủ tướng Ấn Độ Nehru cũng hy vọng có mối quan hệ chặt chẽ hơn với Trung Quốc. Năm 1956, Thủ tướng Pakistan Huseyn Shaheed Suhrawardy và Thủ tướng Trung Quốc Chu Ân Lai ký Hiệp ước hữu nghị giữa Trung Quốc và Pakistan, đánh dấu mối quan hệ song phương chặt chẽ hơn.
Với căng thẳng biên giới leo thang dẫn đến cuộc chiến tranh Trung-Ấn năm 1962, Trung Quốc và Pakistan đã liên kết với nhau trong nỗ lực chung nhằm chống lại Ấn Độ và Liên Xô khi cả hai có tranh chấp biên giới với Ấn Độ. Một năm sau cuộc chiến tranh biên giới của Trung Quốc với Ấn Độ, Pakistan đã nhượng lại Hiệp ước Trans-Karakoram cho Trung Quốc để chấm dứt tranh chấp biên giới và cải thiện quan hệ ngoại giao.
Kể từ đó, một liên minh không chính thức ban đầu bao gồm sự đối lập chung của Ấn Độ đã phát triển thành một mối quan hệ lâu dài có lợi cho cả hai quốc gia trên các biên giới ngoại giao, kinh tế và quân sự. Cùng với sự hỗ trợ ngoại giao, Pakistan phục vụ như một ống dẫn để Trung Quốc mở cửa với phương Tây. Trung Quốc đã lần lượt cung cấp viện trợ kinh tế và hỗ trợ chính trị rộng rãi cho Pakistan.
Kể từ khi hai bên thiết lập "quan hệ ngoại giao mọi thời tiết", đã có sự trao đổi thường xuyên giữa lãnh đạo hai dân tộc và nhân dân. Chẳng hạn, cựu Thủ tướng Trung Quốc Chu Ân Lai đã nhận được sự chào đón nồng nhiệt trong cả bốn chuyến thăm Pakistan của ông. Khi Chu qua đời năm 1976, Đại sứ Pakistan tại Trung Quốc lúc đó đã vội vã tới Bộ Ngoại giao Trung Quốc lúc 8 giờ sáng mà không hẹn trước. Khi đến Bộ, Đại sứ đã khóc vì quá đau buồn trước các nhà ngoại giao Trung Quốc. Vào năm 2004, một con đường ở thủ đô Islamabad của Pakistan dẫn đến Hội nghị Ngoại giao được đặt tên là "Đường Chu Ân Lai". Đó là con đường đầu tiên ở Pakistan được đặt theo tên của các nhà lãnh đạo nước ngoài. Vào ngày 27 tháng 5 năm 1976, khi đó, nhà lãnh đạo Trung Quốc Mao Trạch Đông, 83 tuổi, đã tiếp khách nước ngoài cuối cùng là tổng thống Pakistan Zulfiqar Ali Bhutto mặc dù ông bị bệnh.
Vào ngày 22 tháng 5 năm 2013, máy bay của Thủ tướng Trung Quốc Li Keqiang đã được hộ tống bởi sáu máy bay phản lực JF-17 Thunder, do hai nước cùng phát triển, khi nó bay vào không phận Pakistan. Thủ tướng cũng được cả tổng thống và thủ tướng Pakistan tiếp nhận khi đến sân bay. Vào ngày 20 tháng 4 năm 2015, Chủ tịch Trung Quốc Tập Cận Bình đã đến thăm Pakistan như chuyến thăm nước ngoài đầu tiên trong năm, cũng là lần đầu tiên của một chủ tịch Trung Quốc trong 9 năm đến thăm Pakistan. Trước khi đến, ông đã xuất bản một bài báo ca ngợi tình bạn trên các tờ báo Pakistan như Daily Jang. Chủ tịch Trung Quốc đã so sánh việc đến thăm Pakistan với việc đến thăm nhà của anh trai mình. Giống như chuyến thăm trước đây của Thủ tướng Li, chiếc máy bay được hộ tống bởi 8 máy bay phản lực JF-17 Thunder. Xi được chào đón nồng nhiệt khi đến căn cứ không quân Noor Khan, một nghi thức chào mừng bằng súng 21 và bảo vệ danh dự đã được trao cho anh ta. Khi tôi còn trẻ, tôi đã nghe nhiều câu chuyện cảm động về Pakistan và tình bạn giữa hai nước chúng ta. Chỉ kể tên một vài người, tôi biết rằng người Pakistan đang nỗ lực xây dựng đất nước xinh đẹp của họ, và Pakistan đã mở một hành lang hàng không để Trung Quốc vươn ra thế giới và hỗ trợ Trung Quốc khôi phục lại vị trí hợp pháp tại Liên Hợp Quốc. Những câu chuyện đã để lại cho tôi một ấn tượng sâu sắc. Tôi mong chờ chuyến thăm cấp nhà nước sắp tới của tôi tới Pakistan.

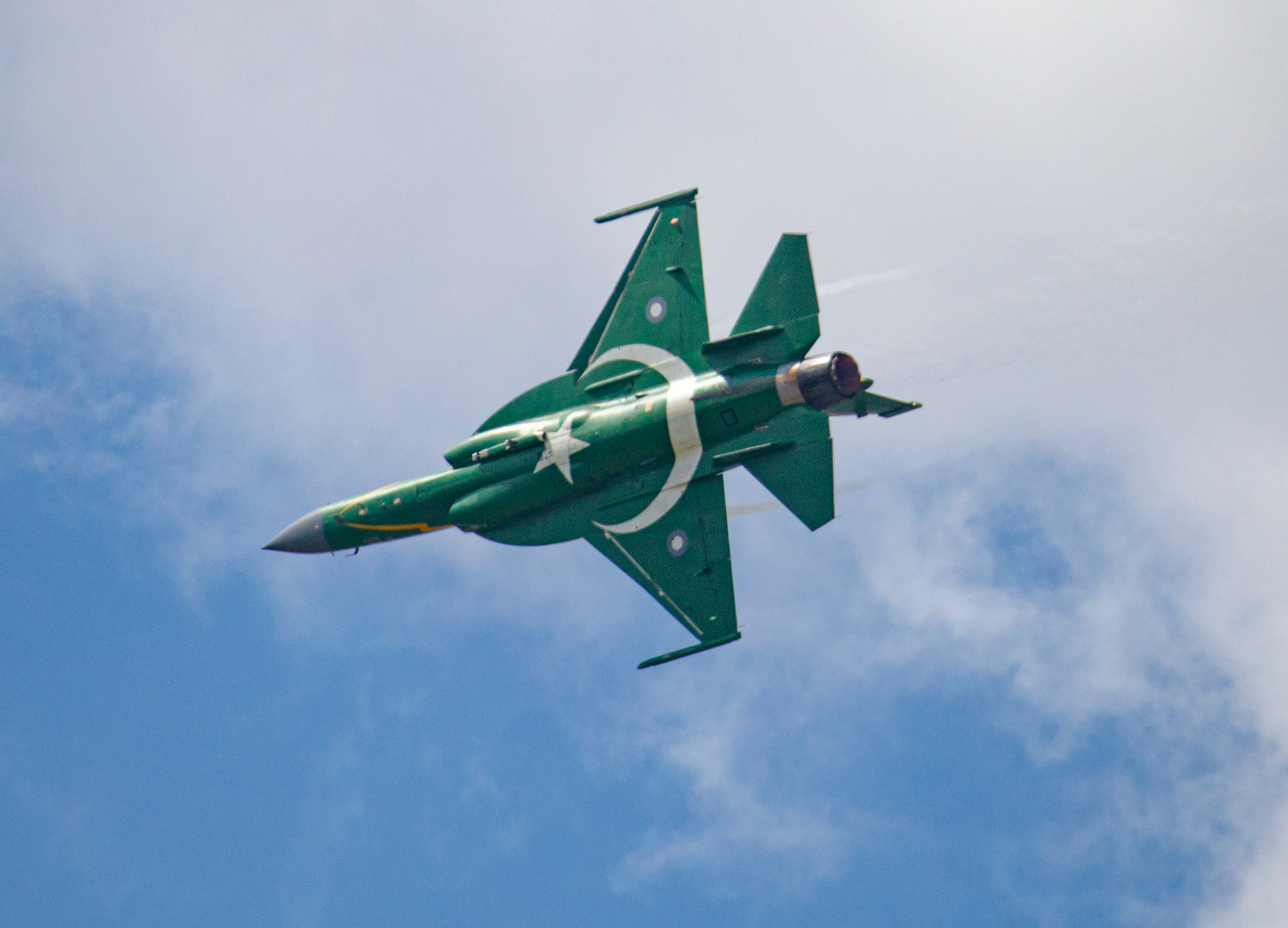
Máy bay JF-17 do Pakistan và Trung Quốc phối hợp sản xuất

Quân đội Pakistan ban đầu phụ thuộc gần như hoàn toàn vào vũ khí và viện trợ của Mỹ, được tăng lên trong sự hỗ trợ bí mật của Hoa Kỳ cho các chiến binh Hồi giáo trong Chiến tranh Afghanistan của Liên Xô. Nước Mỹ dưới thời Tổng thống Hoa Kỳ Richard Nixon ủng hộ Pakistan trong Chiến tranh giải phóng Bangladesh năm 1971. Tuy nhiên, giai đoạn sau khi Liên Xô rút quân và giải thể Liên Xô đã gián tiếp dẫn đến sự tái tổ chức ngày càng tăng của Mỹ với Ấn Độ thân Liên Xô trước đây. Bản sửa đổi Pressler năm 1990 đã đình chỉ tất cả các hỗ trợ quân sự của Mỹ và bất kỳ viện trợ kinh tế mới nào trong bối cảnh lo ngại Pakistan đang cố gắng phát triển vũ khí hạt nhân. Với sự hỗ trợ mà Pakistan đã dành cho họ trong Chiến tranh ở Afghanistan, nhiều người Pakistan coi đây là sự phản bội đã bán hết lợi ích của Pakistan để ủng hộ Ấn Độ. Niềm tin này càng được củng cố khi Ấn Độ đã phát triển vũ khí hạt nhân mà không có sự phản đối quan trọng của Mỹ và Pakistan cảm thấy bắt buộc phải làm như vậy. Do đó, liên minh địa chính trị chủ yếu giữa Pakistan và Trung Quốc kể từ năm 1990 đã bắt đầu hợp tác kinh tế và quân sự, do niềm tin của Pakistan rằng ảnh hưởng và hỗ trợ của Mỹ trong khu vực nên được đối trọng bởi Trung Quốc. Với cuộc chiến do Hoa Kỳ lãnh đạo ở Afghanistan, Pakistan có một tình cảm chung là áp dụng chính sách đối ngoại ủng hộ Trung Quốc hơn Hoa Kỳ. Washington đã bị buộc tội bỏ rơi Pakistan vì ủng hộ chính sách ủng hộ quan hệ mạnh mẽ hơn với Ấn Độ, trong khi Pakistan coi Trung Quốc là đồng minh đáng tin cậy hơn trong dài hạn. Kể từ vụ tấn công ngày 11 tháng 9, Pakistan đã tăng phạm vi ảnh hưởng và hỗ trợ của Trung Quốc bằng cách đồng ý với một số dự án quân sự, kết hợp với hỗ trợ kinh tế và đầu tư rộng rãi từ phía Trung Quốc.

## Quan hệ quân sự
Có mối quan hệ quân sự mạnh mẽ giữa Trung Quốc và Pakistan. Liên minh này giữa hai quốc gia châu Á láng giềng có ý nghĩa địa chính trị. Các mối quan hệ quân sự mạnh mẽ chủ yếu nhằm chống lại ảnh hưởng của khu vực Ấn Độ và Mỹ, và cũng là để đẩy lùi ảnh hưởng của Liên Xô trong quá khứ. Trong những năm gần đây, mối quan hệ này đã được củng cố thông qua các dự án và thỏa thuận quân sự đang diễn ra giữa Pakistan và Trung Quốc. Từ năm 1962, Trung Quốc là nguồn cung cấp thiết bị quân sự ổn định cho Quân đội Pakistan, giúp thành lập các nhà máy sản xuất đạn dược, cung cấp hỗ trợ công nghệ và hiện đại hóa các cơ sở hiện có.

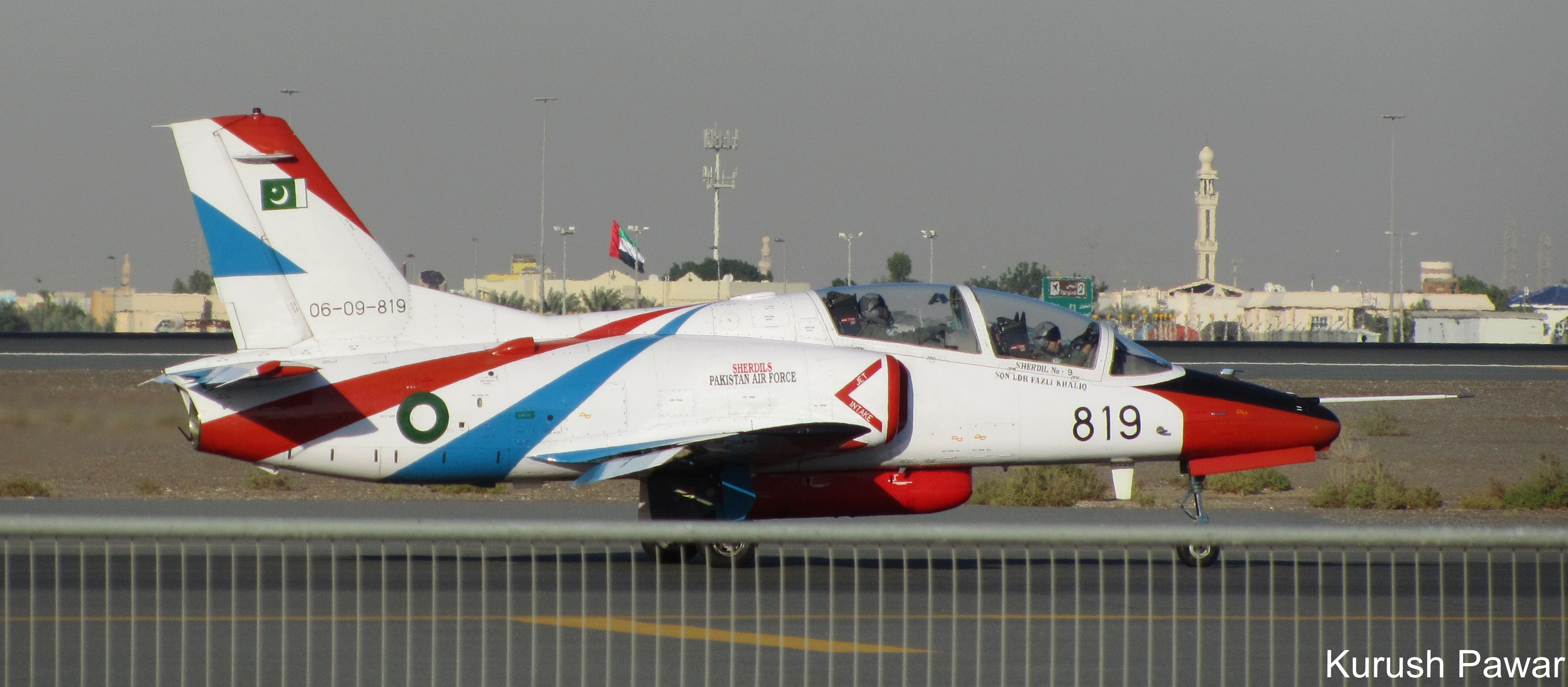
Hongdu JL-8, tiêm kích do Pakistan và Trung Quốc cùng sản xuất

Gần đây nhất, máy bay chiến đấu J-10B Thành Đô của Trung Quốc được so sánh với đối tác gần nhất của Mỹ, Lockheed Martin F-16C Block 52/60, F-16 tiên tiến nhất, để đặt hàng cho một trong hai máy bay cho Không quân Pakistan, dẫn đến chiến thắng của Thành Đô J-10B Trung Quốc. Theo đó, Thành Đô J-10B có công nghệ tiên tiến hơn như radar và hệ thống nhắm mục tiêu OLS, và các tính năng tàng hình thế hệ mới của nó, chẳng hạn như đầu vào DSI của nó đã giúp nó vượt trội so với Lockheed Martin F-16.Trung Quốc và Pakistan tham gia vào một số dự án nhằm tăng cường hệ thống vũ khí và quân sự, bao gồm phát triển chung máy bay chiến đấu JF-17 Thunder, Máy bay huấn luyện trước K-8 Karakorum, một máy bay huấn luyện được thiết kế riêng cho Không quân Pakistan dựa trên Hongdu L-15 nội địa của Trung Quốc, công nghệ vũ trụ, hệ thống AWACS, xe tăng Al-Khalid, Trung Quốc đã cấp giấy phép sản xuất và điều chỉnh phù hợp dựa trên Type 90 và/hoặc MBT-2000 ban đầu của Trung Quốc. Người Trung Quốc đã thiết kế thợ may chế tạo vũ khí tiên tiến cho Pakistan, biến nó thành một cường quốc quân sự mạnh ở khu vực châu Á. Quân đội có lịch trình tổ chức các cuộc tập trận quân sự chung.
Trung Quốc là nhà đầu tư lớn nhất tại cảng biển sâu Gwadar của Pakistan, nằm ở vị trí chiến lược ở cửa eo biển Hormuz. Nó được cả Mỹ và Ấn Độ xem một cách thận trọng như một bệ phóng khả dĩ cho Hải quân Trung Quốc, cho họ khả năng phóng tàu ngầm và tàu chiến ở Ấn Độ Dương. Trung Quốc gần đây đã cam kết đầu tư gần 43 tỷ đô la Mỹ. Lãnh đạo Trung Quốc đánh giá cao cuộc chiến chống khủng bố của Pakistan với một đề cập đặc biệt về việc loại bỏ al-Qaeda, Tehr-e-Taliban Pakistan (TTP) và Phong trào Hồi giáo Đông Turkistan (ETIM), thêm vào tuyên bố của ISPR. Năm 2008, Pakistan đã mua thiết bị quân sự từ Trung Quốc để cải thiện chất lượng kho vũ khí quốc phòng và lực lượng để chống lại cuộc tấn công liên tục từ các chiến binh nước ngoài. Mối quan hệ này vẫn tiếp tục 9 năm sau đó khi Quân đội Pakistan nhập khẩu Hệ thống phòng không tầm thấp đến trung bình (LOMADS) LY-80 do Trung Quốc chế tạo cho hệ thống phòng không của mình. Trước đây, Trung Quốc đã đóng một vai trò lớn trong việc phát triển cơ sở hạ tầng hạt nhân của Pakistan, đặc biệt là khi các biện pháp kiểm soát xuất khẩu ngày càng nghiêm ngặt ở các nước phương Tây khiến Pakistan khó có được plutonium và uranium làm giàu thiết bị từ nơi khác như sự giúp đỡ của Trung Quốc trong việc xây dựng lò phản ứng Khushab, đóng vai trò chính trong việc sản xuất plutonium của Pakistan. Một công ty con của Tập đoàn hạt nhân quốc gia Trung Quốc đã đóng góp vào nỗ lực của Pakistan để mở rộng khả năng làm giàu uranium của mình bằng cách cung cấp 5.000 nam châm vòng tùy chỉnh, là thành phần chính của vòng bi tạo điều kiện cho máy quay ly tâm tốc độ cao. Trung Quốc cũng đã hỗ trợ kỹ thuật và vật chất trong việc hoàn thành Tổ hợp năng lượng hạt nhân Chashma và cơ sở tái chế plutonium, được xây dựng vào giữa những năm 1990. Trung Quốc ngày càng lo ngại về chủ nghĩa khủng bố liên kết al-Qaeda bắt nguồn từ Pakistan và tìm kiếm sự giúp đỡ để thiết lập các căn cứ quân sự trên đất Pakistan để giải quyết vấn đề này. Vào ngày 26 tháng 1 năm 2015, Bộ trưởng Ngoại giao Trung Quốc Wang Yi trong một kết thúc chuyến thăm hai ngày của ông Raheel Sharif tới Bắc Kinh đã gọi Pakistan là "người bạn không thể thay thế, mọi thời tiết". Sharif cũng đã gặp Yu Zhengsheng, Meng Jianzhu và Xu Qiliang. Vào ngày 19 tháng 4 năm 2015, Trung Quốc đã kết thúc việc bán tám tàu ngầm thông thường trị giá 5 tỷ đô la, vụ bán vũ khí lớn nhất của Trung Quốc trong lịch sử. Các tàu được cung cấp bởi Công ty Thương mại Đóng tàu Trung Quốc và được tài trợ cho Pakistan với lãi suất thấp.

### Cuộc chiến chống khủng bố
Trung Quốc, Pakistan và Afghanistan đã phối hợp để tăng sự ổn định khu vực. goại trưởng Wang Yi đã nói rằng Trung Quốc dự định sử dụng Tân Cương làm cơ sở phát triển kinh tế cho khu vực, tăng cường an ninh và tạo thuận lợi cho thương mại.

## Quan hệ kinh tế

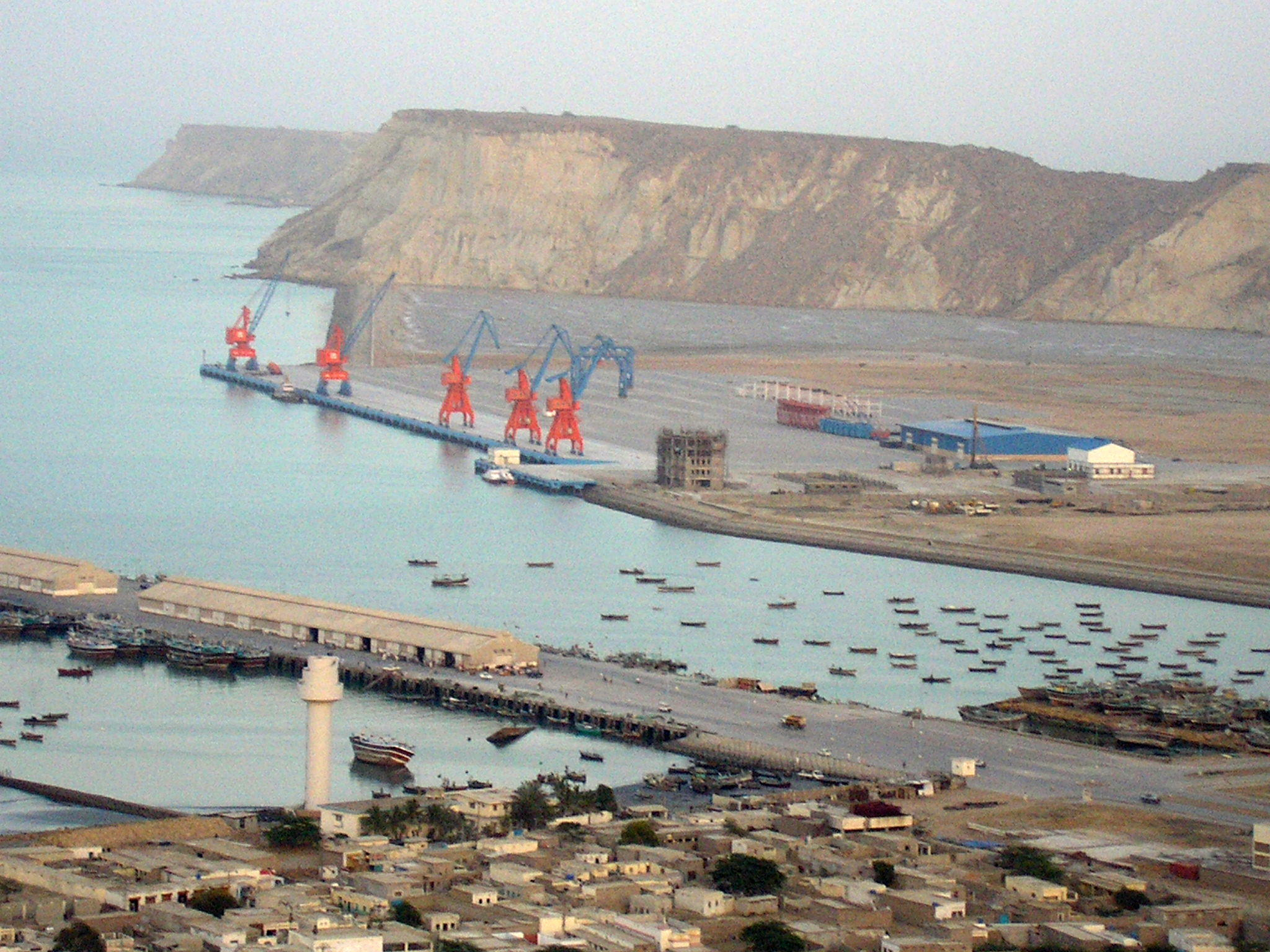
Cảng Gwadar

Pakistan là một trong những đối tác thương mại lớn của Trung Quốc. Gần đây, thương mại kinh tế giữa Pakistan và Trung Quốc đang gia tăng và một hiệp định thương mại tự do đã được ký kết. Các giao dịch quân sự và công nghệ tiếp tục chi phối mối quan hệ kinh tế giữa hai quốc gia và Trung Quốc đã cam kết tăng đầu tư vào nền kinh tế và cơ sở hạ tầng của Pakistan. Năm 2011, Tập đoàn Kingho của Trung Quốc đã hủy hợp đồng khai thác trị giá 19 tỷ USD vì những lo ngại về an ninh. Vào ngày 26 tháng 4, China Mobile đã công bố 1 tỷ đô la đầu tư vào Pakistan vào cơ sở hạ tầng viễn thông và đào tạo các quan chức của mình trong khoảng thời gian ba năm. Thông báo được đưa ra một ngày sau khi Zong trợ cấp của China Mobile nổi lên là người trả giá cao nhất trong phiên đấu giá 3G, yêu cầu giấy phép băng tần 3G 10 MHz, đủ điều kiện cấp phép 4G. ào ngày 22 tháng 4 năm 2015, theo China Daily, Trung Quốc đã phát hành dự án đầu tư ra nước ngoài đầu tiên theo Sáng kiến Vành đai và Con đường để phát triển một nhà máy thủy điện gần Jhelum. Sự phát triển lớn nhất muộn để mở ra Hành lang kinh tế Trung Quốc-Pakistan (CPEC) đã thay đổi hoàn toàn tình hình khi Trung Quốc đã vạch ra một kế hoạch to lớn cho tăng trưởng và phát triển kinh tế ở Pakistan như được chỉ ra dưới đây trong phần tiếp theo.

## Các vấn đề
ETIM là một tổ chức khủng bố có trụ sở tại Afghanistan và cũng đã tấn công Pakistan trong nhiều dịp. Có một ý nghĩa sâu sắc trong cả các quan chức an ninh ở Pakistan và Trung Quốc rằng Ấn Độ trong những năm qua đã sử dụng các mạng lưới khủng bố như vậy để phá vỡ các nỗ lực phát triển của Trung Quốc trong khu vực. Cả Trung Quốc và Pakistan đều tin rằng Ấn Độ cũng có thể sử dụng các mạng lưới khủng bố như vậy để phá hoại dự án CPEC giữa Trung Quốc và Pakistan. Vì những chiến binh này được coi là những kẻ khủng bố Tân Cương, Pakistan và Trung Quốc tin tưởng mạnh mẽ rằng các dịch vụ tình báo của Ấn Độ đứng đằng sau các tổ chức khủng bố khét tiếng có trụ sở tại Afghanistan.Vào tháng 12 năm 2018, chính phủ Pakistan đã bảo vệ các trại cải tạo của Trung Quốc cho một triệu người Hồi giáo Uyghur.

## Đại sứ quán, lãnh sự quán
- Tại Pakistan:
- Islamabad (Đại sứ quán)
- Karachi (Lãnh sự quán)
- Lahore (Lãnh sự quán)

- Tại Trung Quốc:
- Bắc Kinh (Đại sứ quán)
- Thành Đô (Lãnh sự quán)
- Quảng Châu (Lãnh sự quán)
- Thượng Hải (Lãnh sự quán)